# Burschenschaft (Dorfverein)
Mit Burschenschaft oder Burschenverein, in anderen Regionen auch Junggesellenverein (JGV) oder Dorfjugend, bezeichnet man einen Verein lediger, zumeist junger Männer innerhalb eines Dorfes. Diese Vereine haben meist eine Tradition, die mehrere hundert Jahre zurückreicht. Mit studentischen Burschenschaften haben diese Dorfvereine nichts zu tun.

## Verbreitung
Burschenvereine findet man in weiten Teilen Niederbayerns, Oberbayerns, Niedersachsens und Hessens in vielen Dörfern. Auch im bayerischen Schwaben gibt es Vereine. Ähnliche Vereine gibt es in Franken, der Oberpfalz sowie im Rheinland. Dort tragen diese Vereine (meist) den Namen Junggesellenverein. Im rheinischen sowie im vorderen Westerwald spricht man oft wieder von Burschenvereinen.
Die Wiedervereinigung scheint, z. B. in Thüringen, das Wiederaufleben alter Traditionen gefördert zu haben, so hatten sich dort 150 Vereine zu einem Landeskirmesburschentreffen 2010 gemeldet.
Auch in manchen Teilen Österreichs kennt man diese Vereinigungen als Burschenschaften, Zechen, Ruden, Irten und Passen.

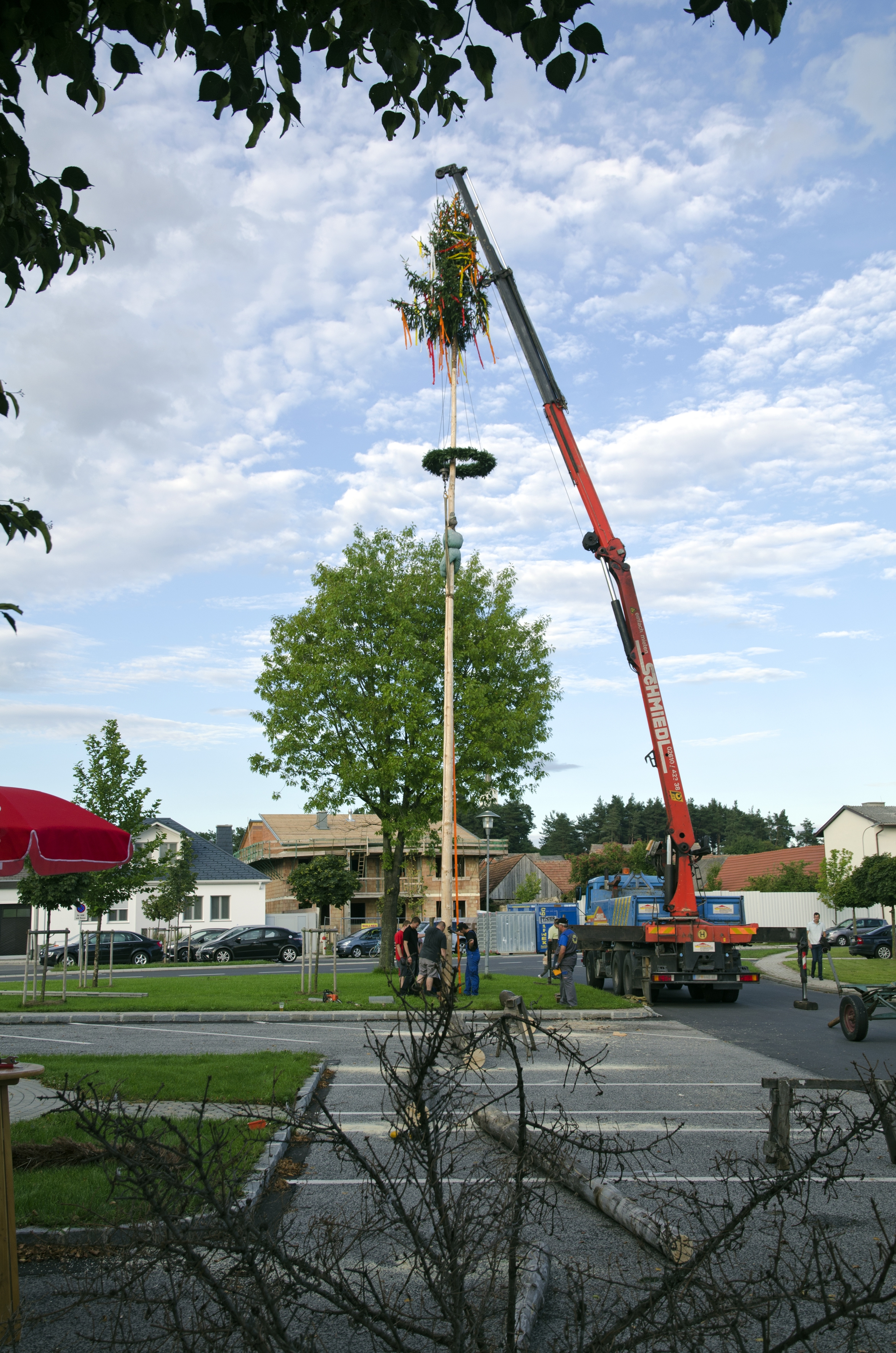
Burschbaumstellen, Lackendorf, Österreich (13. August 2011)

Faschingsausgabe des Burschenblattes 1908

## Ziele
Burschenvereine dienen der Pflege von Tradition und Geselligkeit. Sie organisieren u. a. Kirmessen, Faschingsbälle, Dorffeste, Theaterauftritte, Johannifeiern, Kirchtage, Maibaumaufstellen oder Rockpartys als öffentliche Feste. Außerdem gibt es interne Feste und Bräuche wie beispielsweise Hochzeitsbaumaufstellen, Burscheneinstand und -abschied.

## Geschichte
Der Beginn der Burschenvereine ist bis in das 19. Jahrhundert zurückzuführen, als sich männliche, schulentlassene Jugendliche bis zur Verehelichung zu „wilden oder freien Burschenvereinen“ zusammenschlossen. Im Rheinland entstanden ähnliche Jungen-/Jugendgemeinschaften bereits im 14. und 15. Jahrhundert. Sie waren allerdings keine im Jahresverlauf durchgehend agierende Vereine, sondern Gemeinschaften, die sich nach festen Ritualen, manchmal aber auch schriftlichen Satzungen, jährlich neu – aber dennoch in gleicher Form und Struktur – formierten. Einige gingen später nahtlos in (juristische) Vereine über, andere blieben bis heute erhalten; manche auch mit über die Jahrhunderte wechselnden Namen bzw. „Pausen“. Die Kivelinge aus Lingen (Ems) sind mit Gründung im Jahr 1372 (erste schriftliche Nachweise 1557/1558) der vermutlich älteste Junggesellenverein Deutschlands.
Diese Entwicklung, dass die Vereinsidee im Burschenalter einen günstigen Boden fand, blieb auch der katholischen Kirche nicht verborgen. So nutzten einige geistliche Seelsorger die Gelegenheit, die männliche Jugend nach ihrer Schulentlassung, entsprechend den Idealen der Kirche, positiv zu beeinflussen und unterstützten den Zusammenschluss von katholischen Burschenvereinen.
Im Jahre 1903 gründeten drei geistliche Pioniere dieser Jugendarbeit, geistlicher Rat Spannbrucker (Laufen), Benefiziat Braun (Dengling) und Prälat Mehler (Regensburg) einen Dachverband der „Katholischen Burschenvereine des Königreichs Bayern“. Dieser sollte die einzelnen Ortsvereine in ihrer Vereinsarbeit unterstützen.
Auch wurde in einer Mustersatzung, der Vereinszweck und die Grundprinzipien festgelegt:
Erhaltung und Förderung von Glaube und Sitte, Berufstüchtigkeit, Heimatliebe, Frohsinn und Scherz.
Für seine Werbe- und Bildungsarbeit stand dem Dachverband „Das Burschenblatt“ zur Verfügung, indem er den Ortsvereinen Empfehlungen, Wissenswertes und Unterhaltendes aus allen Bereichen des Lebens übermittelte.
Der Ortsverein bestand aus ordentlichen Mitgliedern, die nur unbescholtene katholische Burschen werden konnten. Aus deren Reihen wurde eine Vorstandschaft gewählt, bestehend aus dem Vorstand, Kassier und Schriftführer, die den Verein leitete. Der Vorstandschaft gehörte automatisch der Präses an. Dieser war der Vertreter der katholischen Kirche, meist der Ortspfarrer, der die religiöse Lenkung des Vereins übernahm. Die Kirche hatte somit einen wesentlichen Einfluss auf die damalige Vereinsarbeit.
Auf die Satzung und die Grundprinzipien ausgerichtet bestanden die Vereinstätigkeit vorwiegend aus religiösen Veranstaltungen, monatlichen Versammlungen, Vereinsfesten und Tanzveranstaltungen und kulturellen Unternehmungen (wie Theaterspiel und musikalischen Aufführungen).
Als dörfliche Traditionsvereine haben viele Burschenverein eine Fahne und marschieren bei Festumzügen und Kirmessen im Heimatdorf und bei Burschenfesten in anderen Gemeinden mit.

### Verbot der Burschen- und Mädchenvereine in der Zeit des Nationalsozialismus
„über die Beschränkungen und örtlichen Verbote hinaus wurden ab 1936 zunehmend auf überörtlicher Ebene katholische Verbände verboten und aufgelöst. Waren bei den örtlichen Betätigungsverboten oder Auflösungen bis 1935 zumeist als Begründungen die Störung der öffentlichen Sicherheit und Ordnung, ein Verstoß gegen das Versammlungsverbot, die Übertretung des Sportverbots oder „zur Vermeidung von Beunruhigung der Bevölkerung“ angegeben, so wurden nunmehr die Jugendorganisationen verboten, weil sie dem Aufbau der Hitler-Jugend entgegenstanden, oder die sonstigen konfessionellen Vereine wegen „Gefährdung der Volksgemeinschaft“ oder „Gefährdung der Einheit des Volkes“. Zum Beispiel hielten in einer Gemeinde im Bezirk Eschenbach „der katholische Burschenverein, der katholische Mütterverein und die Marianische Jungfrauenkongregation bisher monatlich regelmäßig Versammlungen ab. Kein Mitglied dieser Vereine war zum Beitritt zur HJ, zum BDM oder zur NS-Frauenschaft zu gewinnen. Die Versammlungstätigkeit wurde nun unterbunden, um für die nationalsozialistischen Organisationen den Weg frei zu machen.“ Auch eine Bibelfreizeit der Evangelischen Jugend Weiden wurde auf den Einspruch des Kreisleiters und der HJ-Führung verboten, „weil durch die geplanten Bibelfreizeiten die Aufbauarbeit der Hitler-Jugend gestört und der zwischen der Evangelischen Gemeindejugend und der Hitler-Jugend in Weiden schon bestehende Riß noch vertieft und erweitert würde.““

## Mitgliedschaft
Von Verein zu Verein unterschiedlich. Im Allgemeinen kann jeder ledige ortsansässige Bursche ab 16 Jahren, teilweise erst in dem Jahr des 18. Geburtstags, Mitglied werden. Der Eintritt erfolgt meist über ein Einstandsritual. Mit der Hochzeit erlischt die Mitgliedschaft, da Burschenvereine reine Junggesellenvereine sind. Wer nie heiratet, wird passives Mitglied, wenn er sich aus dem Vereinsleben zurückzieht. Dies ist in der Regel zwar nicht ausdrücklich vorgeschrieben, ergibt sich jedoch meist durch den größer werdenden Altersabstand zu den übrigen Mitgliedern, veränderte Interessen oder die berufliche Situation.

## Dirndlschaft
Für Mädchen gab und gibt es meistens parallel zu den Burschenvereinen eigene Vereinigungen, zu den traditionellen Junggesellenvereinen die Jungfrauenvereine, dann oft als entsprechende Abteilung eines Frauenbundes oder den Burschenvereinen direkt zugeordnete Mädchengruppen, heutzutage vor allem in Oberbayern aber immer häufiger auch vereinsmäßig eigenständig organisierte Dirndlschaften bzw. Mädchenvereine, die sich wie die meisten Burschenvereine dem Frohsinn und dem sozialen Engagement im Dorf widmen.

## Verbände
Häufig gehören Burschenschaften einem übergeordneten Verband an. Als solche sind heute vor allem bedeutend:
- Katholische Landjugendbewegung (KLJB, Mitglied im BDKJ)
- Bayerische Jungbauernschaft (Jugendorganisation des Bayerischen Bauernverbandes)